# Emanuele Arioli
Emanuele Arioli   (Luino, 31 de març de 1988) és un historiador, autor i actor francoitalià. És investigador distingit a la Universitat Autònoma de Barcelona al departament de filologia catalana. Especialista en literatura artúrica, ha redescobert i editat el roman medieval oblidat Segurant, el cavaller del drac, a partir de vint-i-vuit manuscrits dels segles XIII al XV.